# 6553 Зеехаус
6553 Зеехаус (6553 Seehaus) — астероїд головного поясу, відкритий 5 квітня 1989 року.
Тіссеранів параметр щодо Юпітера — 3,191.